# 亀川純一
亀川純一 (かめかわ じゅんいち、1948年-) は、民間歴史研究家、実業家。郷土史研究会「古志の会」代表。元・長岡市史編集専門委員。

## 概要
1948年、新潟県長岡市で生まれ、阪之上小学校、長岡高校を卒業した。総合テナントビル「笑月」社長。1989年に郷土史研究グループ「古志の会」を発足させた。
芸者だった叔母が「長岡おけさ」を歌っている録音テープを聞いたことをきっかけに、新潟の民謡「おけさ」に興味を持つ。自身の主宰する「古志の会」の活動としておけさのデジタルアーカイブ化を進め、歌と踊りの収録を各地で行なった。

## 著作
- 亀川純一 (2004)「長岡藩 牧野忠訓夫人 彜子 (特集 300藩 大名夫人の幕末維新 ; ドキュメント 藩主夫人の幕末維新)」『歴史読本』、KADOKAWA、 49(10) (通号779号), pp.76-79.